# Museo DAR
El museo DAR (en inglés: DAR Museum, siglas de Daughters of the American Revolution), es un museo de arte e historia, localizado en Washington D. C. El museo está ubicado en el Memorial Continental Hall, justo al final de la calle desde el DAR Constitution Hall, donde tienen lugar algunos de los conciertos del museo.
El museo es conocido por sus más de 30 000 ejemplares de objetos realizados o utilizados en los Estados Unidos, antes de la Revolución Industrial. Los productos que se exhiben en los más de 30 salones de época son: muebles, plata, pinturas, cerámica y textiles.
La colección del museo incluye también el New Hampshire Toy Attic, donde  los niños pueden jugar con reproducciones de juguetes históricos; está dirigido a niños de cuatro a diez años, aunque ofrece una gama de contenidos familiares, incluyendo sus más de 30 salas del período.
El Museo DAR fue fundado en 1890 (el mismo año de fundación de la National Society Of Daughters of the American Revolution) como una forma de depositar y mostrar herencias familiares.